# Hirtella eriandra
Hirtella eriandra är en tvåhjärtbladig växtart som beskrevs av George Bentham. Hirtella eriandra ingår i släktet Hirtella och familjen Chrysobalanaceae. Inga underarter finns listade i Catalogue of Life.